# زیردریایی کلاس-دی (بریتانیا)
زیردریایی کلاس-دی (بریتانیا) (به انگلیسی: British D-class submarine) یک کلاس از زیردریایی است که طول آن ۱۶۳٫۰ فوت (۴۹٫۷ متر) می‌باشد.